# Université du Pirée
L’université du Pirée (en grec moderne : Πανεπιστήμιο Πειραιώς) est située dans la ville du Pirée, en Grèce.
Elle fut fondée en 1938 sous le nom « École pour les études industrielles ». Elle prit son nom actuel en 1989.
Elle compte dix départements dix départements, organisés en quatre écoles.

## Histoire
Le point de départ de l'institution a été la création de l'École des études industrielles en 1938, à la suite d'une initiative de l'Association des industriels et artisans grecs (ΣΕΒΒ) et de l'Association des sociétés anonymes de Grèce. Le siège initial de l'école était un hall de la ΣΕΒΒ dans la rue Voukourestíou. En 1941, l'école a été transférée dans le quartier de la place de l'Amérique.
En 1945, elle est rebaptisée École des hautes études industrielles et en 1958, avec le transfert de son siège d'Athènes au Pirée, elle prend le nom d'École supérieure industrielle du Pirée (ΑΒΣΠ), avec un cursus de quatre ans et un diplôme équivalent à celui des autres universités. Au Pirée, l'école était située dans le bâtiment Petropoulos, une ancienne clinique au croisement des rues Alkiviadou, Karoli-Dimitriou et Praxitelous. L'école est restée une entité juridique de droit privé jusqu'en 1966.
À partir de l'année universitaire 1971-1972, les études ont été séparées de la deuxième année en économie et en administration des affaires et, au cours de l'année universitaire 1977-1978, le département des statistiques et des sciences de l'assurance a été créé. En 1989, elle s'installe dans un nouveau bâtiment situé dans les rues Deligiorgi, Karoli-Dimitriou, Theatrou et Tsamadou et prend le nom d'Université du Pirée (ΠΑΠΕΙ); en juin 1989, avec l'ajout de trois autres départements: Finance et administration bancaire, Études maritimes et Technologie et systèmes de production (renommé en 2002 département de gestion industrielle et de technologie). En 1992-1993, le département d'informatique commence à fonctionner. En 1999, le Département de l'enseignement technologique commence à fonctionner. En 2002, il est renommé Département de l'enseignement technologique et des systèmes numériques, puis, en 2009, Département des systèmes numériques. En 2000, le département d'études internationales et européennes a commencé à fonctionner, tandis qu'en 2017-2018, le département d'études touristiques a commencé à fonctionner.

## Structure académique
Chacun des 10 départements suivants propose des programmes de premier cycle sanctionnés par une licence en sciences (B.Sc.) de quatre ans.
| École d'économie, de commerce et des études internationales (depuis 2013)    | - Département d'économie (depuis 1971), - Département de l'administration des affaires (depuis 1971), - Département des études internationales et européennes (depuis 2000), - Département des études touristiques (depuis 2017) |
| École de finance et de statistique (depuis 2013)                             | - Département de la gestion bancaire et financière (depuis 1989), - Département des statistiques et des sciences de l'assurance (depuis 1982),                                                                                   |
| École d'études maritimes et industrielles (depuis 2013)                      | - Département des études maritimes (depuis 1989), - Département de la gestion industrielle et de technologie (depuis 1991), |
| École des technologies de l'information et de la communication (depuis 2013) | - Département de l'informatique (depuis 1992), - Département des systèmes numériques (depuis 1999), |